# Schwarzautal
Schwarzautal est une commune depuis 2015 dans le district de Leibnitz en Styrie, en Autriche.
La municipalité a été fondée dans le cadre de la réforme structurelle municipale Styrie, à la fin de 2014, avec la fusion des cinq communes de Schwarzau im Schwarzautal, Wolfsberg im Schwarzautal, Breitenfeld am Tannenriegel, Hainsdorf im Schwarzautal et Mitterlabill.